# هاينز فوكسبيتشلر
هاينز فوكسبيتشلر (بالألمانية: Heinz Fuchsbichler)‏ هو مدرب كرة قدم ولاعب كرة قدم نمساوي في مركز الوسط، ولد في 7 نوفمبر 1967 في Voitsberg ‏ في النمسا. لعب مع FC Hard ‏.

## وصلات خارجية
- هاينز فوكسبيتشلر على موقع قاعدة بيانات كرة القدم.إي يو (الإنجليزية)
- هاينز فوكسبيتشلر على موقع Soccerway.com (الإنجليزية)
- هاينز فوكسبيتشلر على موقع عالم كرة القدم.نت (الإنجليزية)